# Teiú

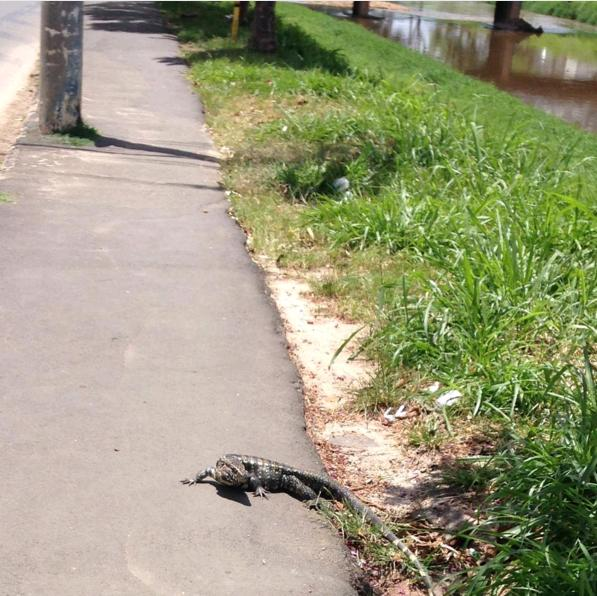
Teiú próximo ao Rio Paraibuna, centro de Juiz de Fora/MG.

O gênero de répteis Tupinambis, da família Teiidae, é popularmente conhecido como teiú, tiú, tivaçu, tejuaçu, lagartiu, teju, tegu, jacuraru, jacuaru, jacuruaru, jacruaru e caruaru. Compreende os maiores lagartos do Novo Mundo (podem atingir até 2 metros de comprimento) e abrange sete espécies em dois gêneros, todas nativas da América do Sul. São elas:
- Gênero Tupinambis:
  - Tupinambis teguixin L. (teiú-branco)
  - Tupinambis rufescens (teiú-argentino ou teiú-vermelho)
  - Tupinambis palustris (teiú-palustre)
  - Tupinambis longilineus (teiú-comprido)
  - Tupinambis dusenil (teiú-mascarado)
  - Tupinambis quadrilineatus (teiú-de-quatro-linhas)
- Gênero Salvator:
  - Salvator merianae (teiú-comum ou teiú-gigante)

## Etimologia
Teiú vem do tupi teiú, "nome genérico para os lagartos, répteis lacertílios da família dos teídeos." Tupinambis é uma referência aos tupinambás, grupo indígena brasileiro. Como vários outros animais tropicais da América do Sul (como as sariemas), o nome científico deste lagarto deve-se à descrição pioneira da fauna e flora brasileiras por Piso & Marcgrave (Historia Naturalis Brasiliae, 1648), que fornecem os nomes das plantas e animais na língua dos índios Tupinambá, ocupantes da costa do país nos primeiros séculos da colonização portuguesa. Houve, no entanto, um engano na interpretação do texto latino, que dizia: TEIVGVACV [...] Tupinambis ("para os Tupinambás [o nome é] TEIVGVACU"). O verdadeiro nome do animal, e que deveria ser escolhido como nome científico, era, assim, "teîú-gûaçú", que significa "lagarto grande"; tupinambis, por sua vez, significa simplesmente "para os Tupinambá".
"Jacuraru", "jacuruaru", "jacuaru", "jacruaru" e "caruaru" vieram do termo tupi yakurua'ru.

## Características

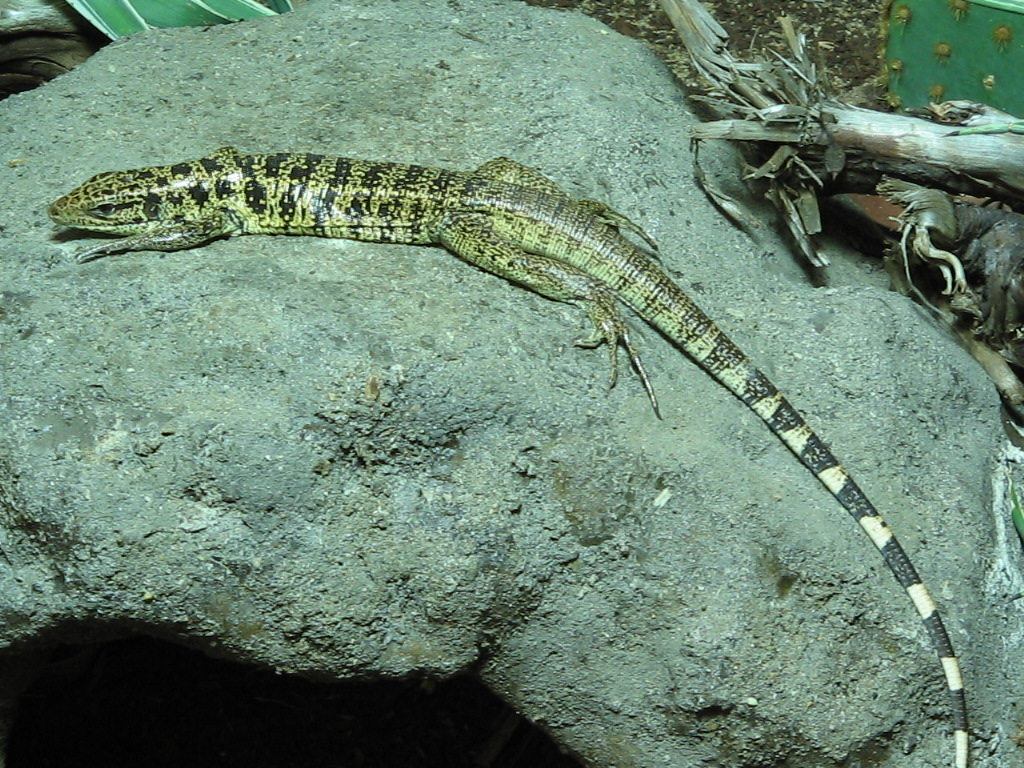
Um Tupinambis teguixin em zoológico de Colônia, na Alemanha

São heliófilos e de hábitos diurnos, predadores oportunistas e generalistas, podendo consumir vegetais, artrópodes, outros vertebrados e carniça. Todas as espécies do gênero possuem parte da distribuição no território brasileiro.

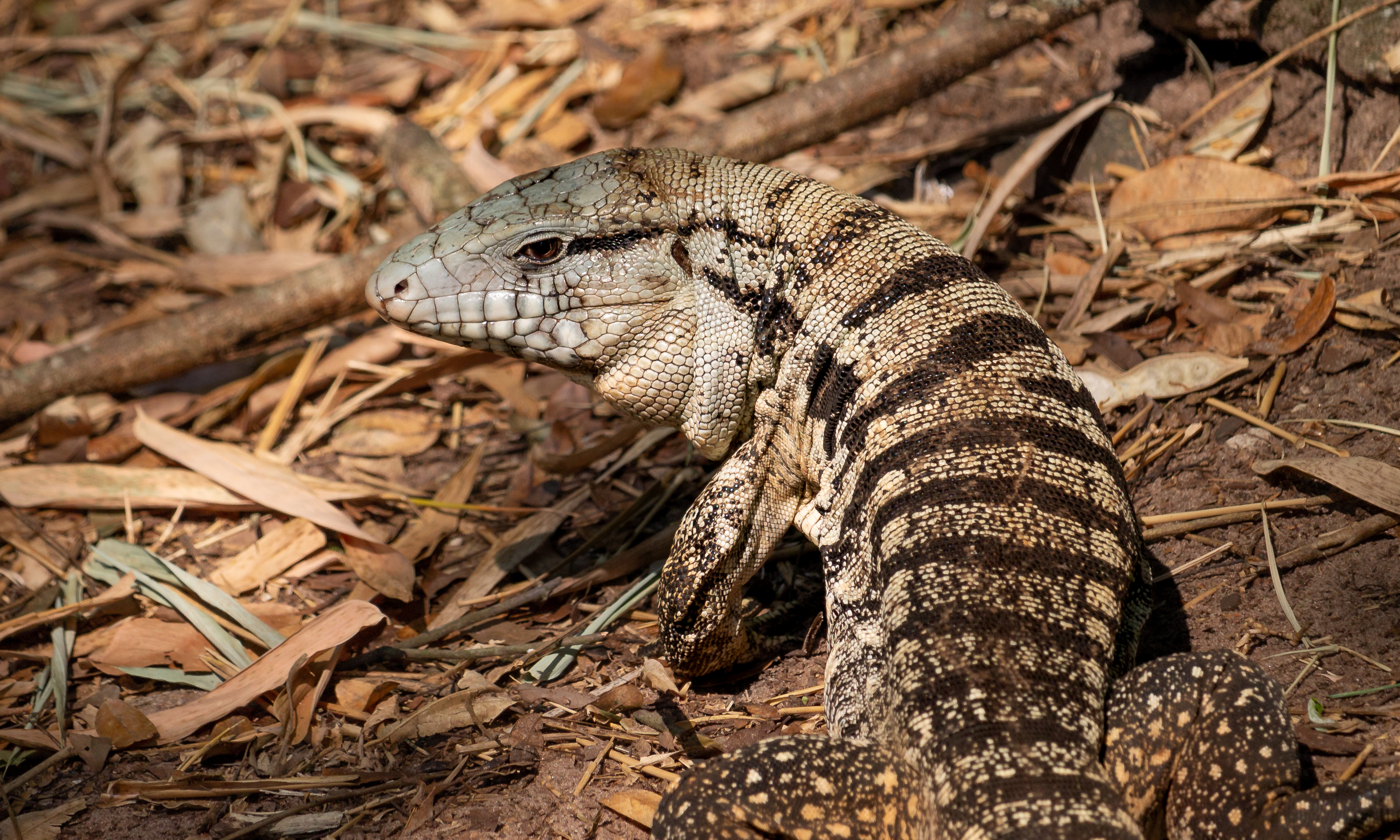
teiú-comum ou teiú-gigante

Dos Teiidae, é o lagarto mais comum em cativeiro, no Brasil. Atinge até 2 metros de comprimento, incluindo a cauda. Possui cabeça comprida e pontiaguda, mandíbulas fortes providas de um grande número de pequenos dentes pontiagudos. A língua é cor-de-rosa, comprida e bífida; a cauda, longa e arredondada. Sua coloração geral é negra, com manchas amareladas ou brancas sobre a cabeça e membros, com região gular (garganta) e face ventral brancas, adornadas de manchas negras. Os filhotes são esverdeados, coloração que vai desaparecendo à medida que se desenvolvem.
Onívoros, alimentam-se, em cativeiro, de gemas de ovos, carnes, rãs, frutas, vegetais, etc. Podem ser animais agressivos, razão pela qual são importantes os cuidados no manejo para se evitarem mordidas. Ovíparos, põem, em média 30 ovos, os quais são incubados por um período de 90 dias.